# Éditions Père Fouettard
Éditions Père Fouettard est une maison d'édition française indépendante de littérature d'enfance et de jeunesse. Elle a été fondée en 2014 par Laura Derajinski et Florent Grandin. Son siège est situé à Strasbourg en Alsace,,.

## Ligne éditoriale et historique
Son premier titre, Oreilles papillons, est publié en mai 2014. Spécialisé en albums illustrés pour enfants, le catalogue est basé autant sur le divertissement que sur le développement de l'imaginaire et de la réflexion. Il accueille aussi bien des artistes locaux que du monde entier (Brésil, Ukraine, Espagne, Taïwan, Italie), soit en les traduisant, soit en travaillant directement avec eux. La ligne éditoriale insiste sur la lecture accompagnée et le double niveau de lecture qui permet de réunir enfants et adultes de toutes les générations,,.
En 2021, sa meilleure vente était De quelle couleur sont les bisous de Rocio Bonilla, la même année la maison d'édition publiait son premier roman illustré, Typo et Graillon. Ses ouvrages sont traduits dans plus d'une vingtaine de langues.
Depuis 2020, Père Fouettard copublie un magazine Je dirais même plus avec des éditeurs belges et québécois.

## Le catalogue

### Principaux prix littéraires obtenus
- Croco contre canetons, Prix White Ravens 2014[10],[11]
- Entre chien et poulpe, Martin McKenna, Prix des Incorruptibles 2016[12]
- S'unir c'est se mélanger, Prix Cultura du meilleur album 2016[13], Prix Feu Follet 2017[14]
- Dans ma montagne, Prix Rotary jeunesse[15], Prix Albertine Jeunesse 2022[16]
- Grand Blanc, Prix Bédéciné 2021[17]
- Le Voyage d'Od, Prix des Incorruptibles 2023[18]
- Kintsugi, Prix BolognaRagazzi 2024[19]

### Quelques autrices et auteurs
- Rocío Bonilla (es)
- Adèle Tariel